# Vladimír Vondráček
Vladimír Vondráček (ur. 22 maja 1949 w Znojmie) – czechosłowacki kolarz szosowy, brązowy medalista mistrzostw świata.

## Kariera
Największy sukces w karierze Vladimír Vondráček osiągnął w 1975 roku, kiedy wspólnie z Petrem Matouškiem, Vlastimilem Moravcem oraz Petrem Bucháčkiem zdobył brązowy medal w drużynowej jeździe na czas na mistrzostwach świata w Yvoir. Był to jednak jedyny medal wywalczony przez niego na międzynarodowej imprezie tej rangi. Na tych samych mistrzostwach zajął 33. miejsce w wyścigu ze startu wspólnego, a na mistrzostwach świata w San Cristóbal był piąty w drużynowej jeździe na czas. W 1976 roku wystartował na igrzyskach olimpijskich w Montrealu, gdzie drużynowo był piąty, a wyścigu ze startu wspólnego nie ukończył. Ponadto w 1975 roku zajął drugie miejsce w Milk Race, a rok później wydał jeden etap Vuelta a Colombia, ale całego wyścigu nie ukończył.